# Apiosordaria longicaudata
Apiosordaria longicaudata är en svampart som först beskrevs av Furuya & Udagawa, och fick sitt nu gällande namn av J.C. Krug, Udagawa & Jeng 1983. Apiosordaria longicaudata ingår i släktet Apiosordaria och familjen Lasiosphaeriaceae.   Inga underarter finns listade i Catalogue of Life.